# Amberleyoidea
De Amberleyoidea zijn een superfamilie van uitgestorven weekdieren uit de klasse van de Gastropoda (slakken).

## Familie
- Amberleyidae Wenz, 1938 †